# کیسی نایستت
کیسی نایستت (انگلیسی: Casey Neistat؛ ‎/ˈnaɪstæt/‎؛ زادهٔ ۲۵ مارس ۱۹۸۱) یک کارگردان فیلم، یوتیوبر، تهیه‌کننده فیلم، کارگردان تلویزیونی، آشپز، فیلم‌نامه‌نویس، هنرپیشه، وبلاگ‌نویس و کارآفرین اهل ایالات متحده آمریکا است.
از فیلم‌ها یا مجموعه‌های تلویزیونی که وی در آن‌ها نقش داشته است می‌توان به بابا لنگ‌دراز و نرو اشاره نمود.